# Porta di San Michele (Atessa)
La porta di San Michele o Porticella è una porta cittadina dell'ex circuito murario della città di Atessa, in provincia di Chieti, da cui era accessibile l'omonimo quartiere.
Fu costruita come porta di accesso dal quartiere San Michele verso la fine del VII secolo, con il soprannome di Porticella per le sue piccole dimensioni. Con l'erezione nelle vicinanze della chiesa di Santa Giusta, acquisì anche il nome di porta di Santa Giusta. In quel periodo si fecero anche importanti lavori di consolidamento della struttura e l'aggiunta del coronamento.
I lineamenti si presentano piuttosto semplici, con muratura di pietrame irregolare mista a mattoni. Sul prospetto posteriore il fornice non è perfettamente leggibile nel suo profilo intero, ma solo fino alle reni. Sopra l'arco vi è una piccola finestra rettangolare, ottenuta probabilmente con i lavori atti a realizzare la parte di abitazione nel settore superiore. Nel prospetto principale l'arco è marcato da blocchi di pietra, ma di dimensioni minori rispetto all'altro, il fornice è impostato su semplici piedritti in mattoni ed è anch'esso sovrastato da una finestrella. In mattoni è anche la volta interna, dove vi è anche una possente trave di legno.

## Galleria d'immagini

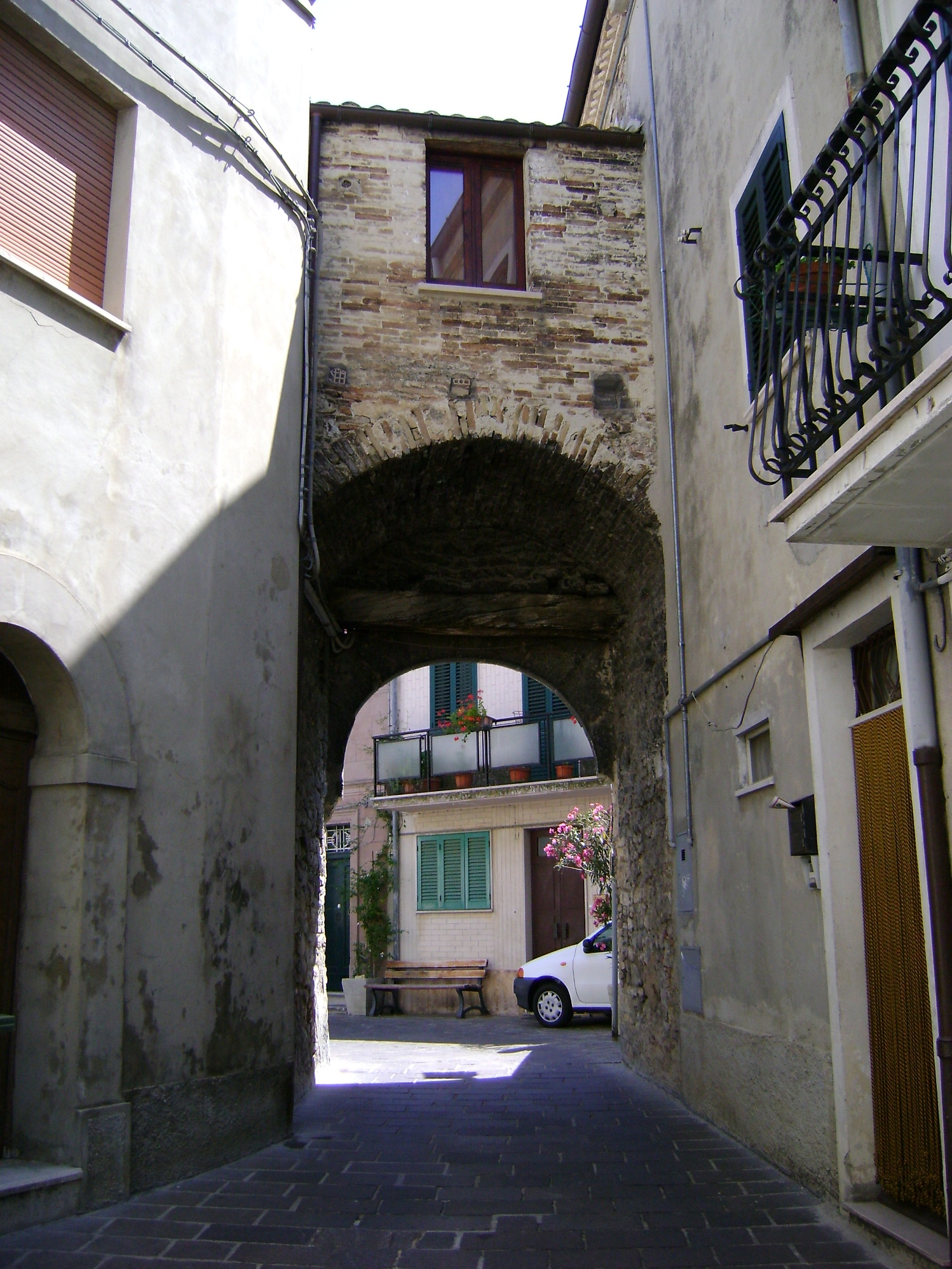
La porta vista dall'interno
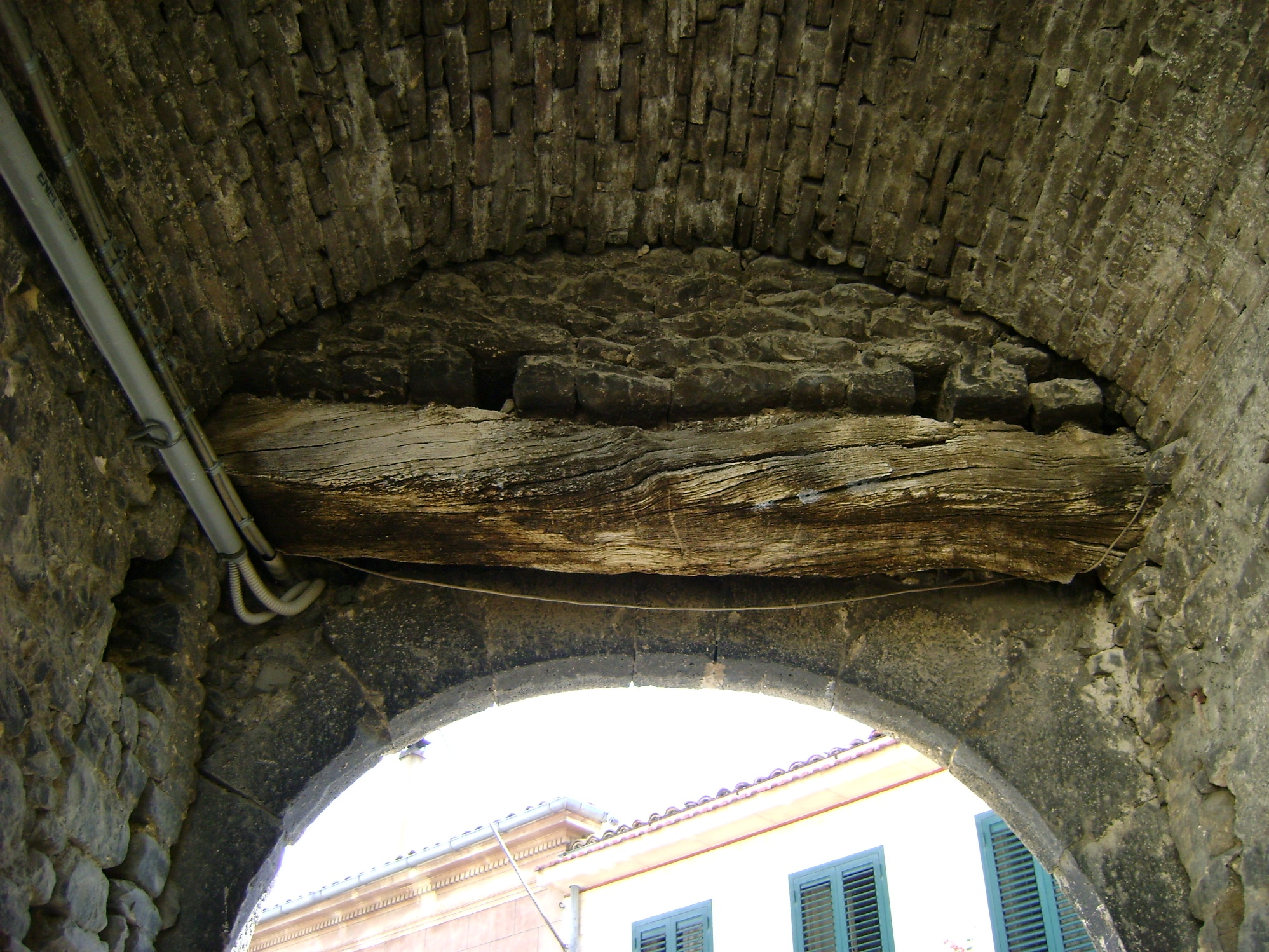
La possente trave di legno che sorregge l'arco